# Dolos petraeus
Dolos petraeus is een krabbensoort uit de familie van de Leucosiidae. De wetenschappelijke naam van de soort werd voor het eerst geldig gepubliceerd in 1874 door Alphonse Milne-Edwards.